# Forza del Sud
Siła Południa (wł. Forza del Sud) – włoska regionalna partia polityczna o profilu centroprawicowym, działająca głównie na obszarze Sycylii.
Powstanie partii było związane z kryzysem i podziałami w ramach sycylijskich struktury Ludu Wolności (PdL), a także planami stworzenia partii działającej na rzecz południowych Włoch (odpowiednika Ligi Północnej. Utworzenie Siły Południa ogłosił Gianfranco Micciché, rezygnując z członkostwa w PdL. 30 października 2010 doszło do oficjalnego powołania partii, do której wstąpiło sześciu posłów do Sycylijskiego Zgromadzenia Regionalnego. Nowe ugrupowanie zasiliło także siedmiu deputowanych i trzech senatorów XVI kadencji na szczeblu centralnym. Wszyscy parlamentarzyści zostali wybrani na Sycylii, pozostali okresowo członkami frakcji parlamentarnej Ludu Wolności.
Partia współtworzyła federację Grande Sud. W 2013 uzyskała 1 mandat w Senacie. Zintegrowała się następnie z reaktywowanym ugrupowaniem Forza Italia.